# Hans L. Trefousse
Hans Louis Trefousse (* 18. Dezember 1921 in Frankfurt am Main; † 8. Januar 2010 auf Staten Island) war ein deutschamerikanischer Historiker. Er beschäftigte sich primär mit einer Ära der Geschichte der Vereinigten Staaten, der Reconstruction zwischen den 1860ern und 1877, und vertritt eine allgemein positive Auffassung der Radical Republicans.

## Leben
Hans Louis Trefousse war ein Sohn des Arztes George L. Trefousse und der Elisabeth Albersheim. 1936 floh die Familie vor der Judenverfolgung im Dritten Reich in die Vereinigten Staaten. Nachdem er 1942 als Mitglied von Phi Beta Kappa am City College of New York einen Bachelor erworben hatte, meldete er sich freiwillig zur US Army. Er nahm am Zweiten Weltkrieg als Vernehmungsoffizier teil und verhörte an der deutschen Westfront Kriegsgefangene.
Mit Hilfe des G. I. Bill studierte er amerikanische Geschichte an der Columbia University und erwarb 1947 seinen Master zu dem Thema „Survey of German-American Relations, 1933–1939“. Drei Jahre später wurde er an der Columbia zum Thema Germany and American Neutrality, 1939–1941 promoviert. Er lehrte am Brooklyn College, zunächst 1946, dann von 1950 bis 1958, als Lehrbeauftragter. Von 1958 bis 1966 hatte er Assistenzprofessuren inne und wurde 1966 ebendort zum Professor ernannt. Er starb an den Folgen eines im Herbst 2009 erlittenen Schlaganfalls.
1947 heiratete er Rashelle Friedlander († 1999). Sie hatten einen Sohn.

## Werk

### Zweiter Weltkrieg
Trefousses 1951 veröffentlichte Dissertation German and American Neutrality, 1939-1941 behandelt Adolf Hitlers Versuche und deren Scheitern, die Vereinigten Staaten so lange wie möglich aus dem Zweiten Weltkrieg zu halten. Rezensionen fielen oft positiv aus.

### Reconstruction
In der Nachkriegszeit vertraten viele US-amerikanischen Historiker die Dunning-School, die nach William Archibald Dunning benannt worden war. Sie verstand die Reconstruction als die Strafe der Radical Republicans gegen die Südstaaten. Historiker wie Eric McKitrick und Trefousse revidierten diese Auffassung Ende der 1950er Jahre.

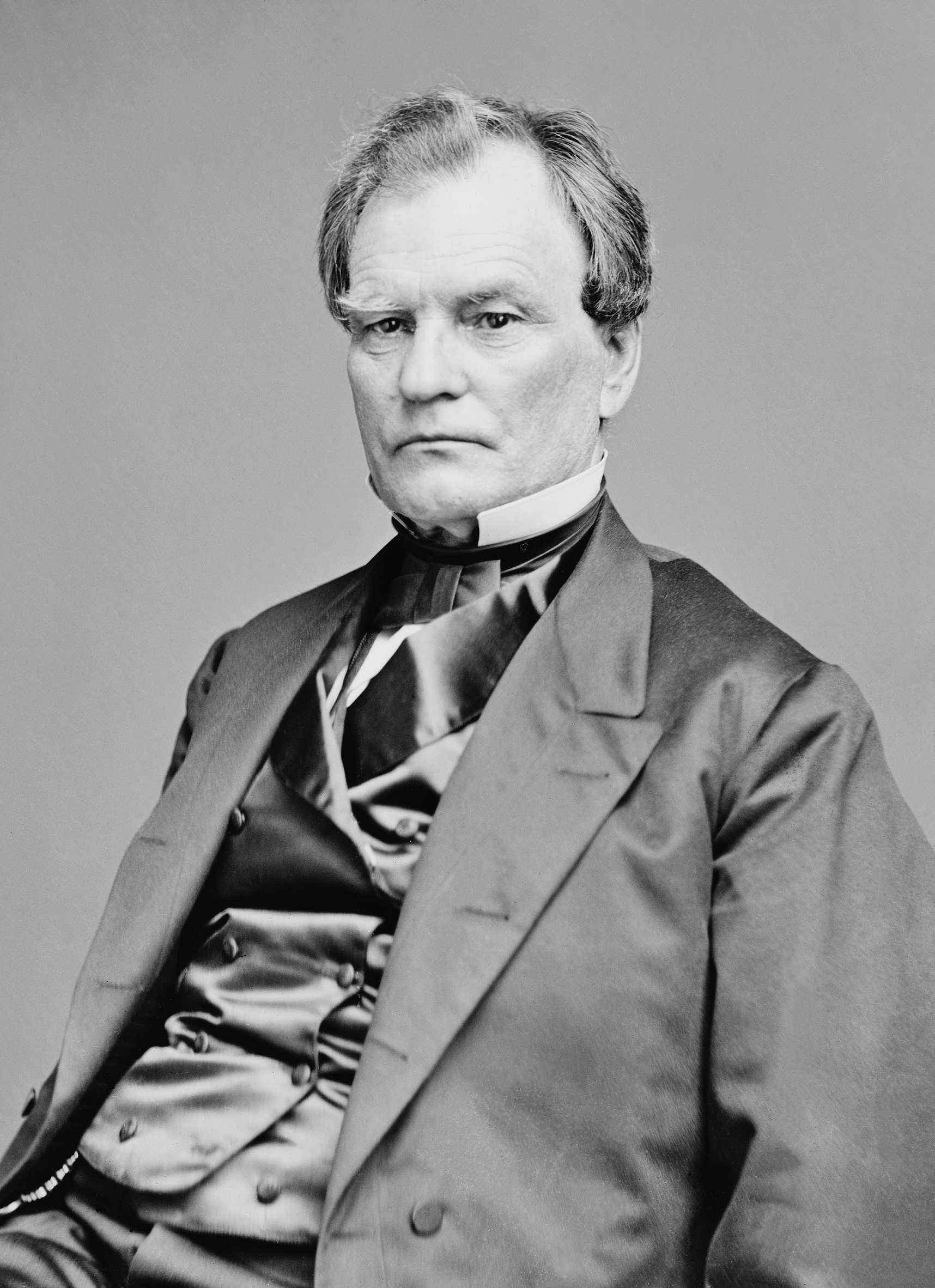
Benjamin Wade

Trefousse veröffentlichte 1957 sein erstes Werk zur Reconstruction, Ben Butler: The South Called Him Beast!. Benjamin „Biest“ Butler, ein republikanischer Abgeordneter und General der Union Army während des Sezessionskriegs, wurde für sein Verhalten während der Okkupation New Orleans oft scharf kritisiert. Trefousse wertete Butler hingegen als einen guten Verwalter, wenn auch einen schlechten General. Als Abgeordneter sei er einer der wichtigsten Befürworter von Bürgerrechten für Schwarze gewesen. Rezensionen fielen positiv aus. Samuel Shapiro betont allerdings, dass Trefousse das Eintreten Butlers für die Schwarzen übertreibe. Das 1963 veröffentlichte Benjamin Franklin Wade: Radical Republican from Ohio ist die erste Biografie des Radical Republican Senators Benjamin Wade, der während und nach dem Bürgerkrieg mehrere einflussreiche Posten innehatte. Ein Großteil des Buches wurde der Zeit des Sezessionskrieges gewidmet. Trefousse lobt Wade für seine Fortschrittlichkeit. Dessen Kritik an den republikanischen Präsidenten Abraham Lincoln, dass er die ehemaligen Konföderierten nicht hart genug bestraft habe, wertet er als seinen größten Fehler. Die Kritik lobte die zweite Biografie Trefousses zwar; es sei jedoch nicht als Standardwerk einzustufen. Trefousse übertreibe nämlich Wades Einfluss auf das politische Leben. Zudem fehle es dem Buch an Differenziertheit.

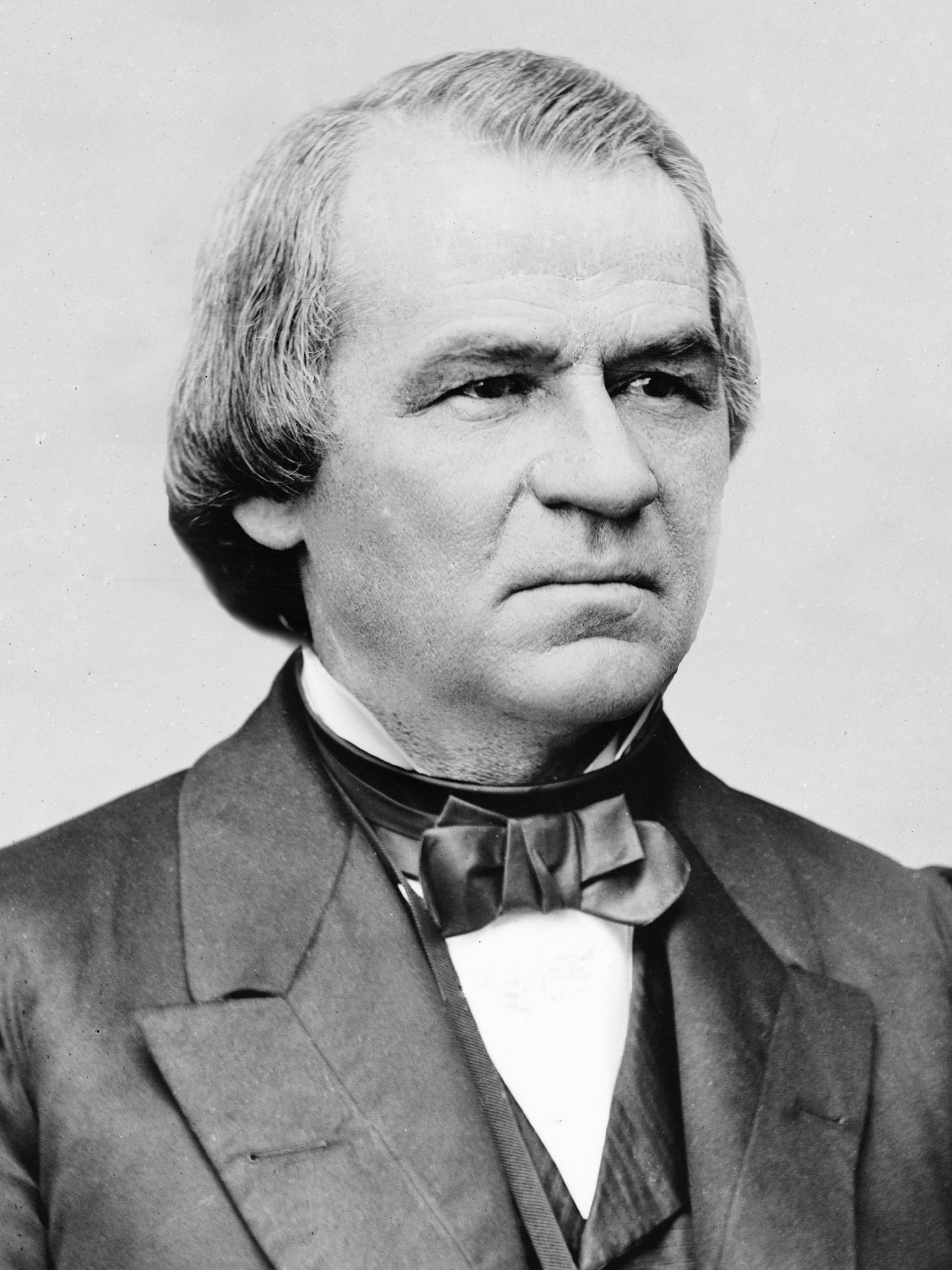
Andrew Johnson (1875)

Im 1969 veröffentlichten The Radical Republicans: Lincoln’s Vanguard for Racial Justice analysiert Trefousse die Faktion der Radical Republicans. Ihm zufolge hätten diese versucht, einen Schutz für Menschenrechte zu schaffen, und dabei dennoch einen Sinn für politischen Realismus bewahrt. Im modernen Sinne seien sie keine Extremisten gewesen, da sie die amerikanische Demokratie nicht angriffen. Mit Lincoln hätten sich die Radical Republicans nicht zerstritten, viel mehr seien sie seine Stoßtruppen und Vorhut gewesen. Das Amtsenthebungsverfahren gegen den Präsidenten Andrew Johnson sei für sie eine ultima ratio gewesen, nachdem er sich als kompromissunwillig gezeigt hatte. Die Kritik lobte das Werk trotz einiger Mängel als einer der ersten vollständigen Darstellungen der Radical Republicans.
Ein Jahr nach dem Amtsenthebungsverfahren gegen Richard Nixon behandelte Trefousse in Impeachment of a President: Andrew Johnson, the Blacks, and Reconstruction das Amtsenthebungsverfahren gegen Andrew Johnson. Dabei konzentriert er sich auf Johnsons Eigenschaften als Politiker. Die Dunning-School bewertete Johnson als einen Idealisten, der keinen Kompromiss mit den Radical Republicans eingehen wollte und konnte. Sympathisanten der Radical Republicans wie der Johnsonbiograph McKitrick hielten Johnson für einen inkompetenten Politiker, der durch politische Fehlzüge seine Macht verlor. Trefousse hingegen behauptete, dass Johnson im Kampf gegen die Radical Republicans den Weg für prosüdliche Maßnahmen Mitte der 1870er ebnete, beispielsweise den Kompromiss von 1877. Es ist einer der wichtigsten Werke zu Johnsons Amtsenthebung. 1989 folgte mit Andrew Johnson: A Biography eine Biografie Johnsons, die die Ergebnisse der vorangegangenen 40 Jahre Johnsonforschung zusammenfasst. Er sei ein Opportunist gewesen, der Politik als Beruf betrieb. Seine agrarische Grundeinstellung markiere in Zeiten der Industriellen Revolution einen Anachronismus. Die Rezensionen fielen generell positiv aus; die Biografie biete allerdings nur wenige Neuerungen.
Trefousse behandelte im 1982 veröffentlichten Carl Schurz: A Biography den Achtundvierziger Carl Schurz, dessen größte Wirkung Trefousse als Anführer der Deutschamerikaner sieht. Trotz seiner politischen Mäßigung in seinen späteren Jahren sei der ehemalige Märzrevolutionär bei seinen demokratischen Idealen geblieben. Die Kritik lobte die Biografie, bemängelte jedoch das Fehlen einer Beschreibung der Persönlichkeit von Schurz. Geoffrey Blodgett bezeichnet die Hauptthese des Buches als interessant. Schurz den Anführer der Deutschamerikaner zu nennen sei allerdings angesichts ihrer Heterogenität fragwürdig.

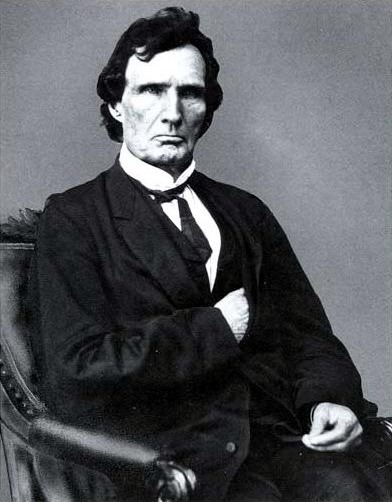
Thaddeus Stevens

Trefousses 1997 veröffentlichtes Thaddeus Stevens: Nineteenth-Century Egalitarian ist eine Biografie vom Anführer der Radical Republicans Thaddeus Stevens, der in der Dunning-School als „Diktator des (Repräsentanten)Hauses“ galt. Diese Wertung lehnt er ab; viele der Vorschläge von Stevens, wie die Enteignung konföderierter Grundbesitzer, seien auf taube Ohren gestoßen. Auch die negative Darstellung von Stevens Privatleben kritisiert Trefousse. Zudem lobt er ihn als einen bedeutenden Verfechter des Egalitarismus. Es gilt heute als Standardwerk zu Stevens.
Teil der American Presidents Series ist Rutherford B. Hayes, eine Biografie von Rutherford B. Hayes, in welchem Fokus auf die Präsidentschaftswahl 1876 liegt.
Das 2005 veröffentlichte „First Among Equals“: Abraham Lincoln’s Reputation during His Administration analysiert die zeitgenössische öffentliche Meinung zu Lincoln. Trefousse meint, dass er im Volk als ein ehrlicher, weiser und moralisch standhafter Anführer gegolten habe. Damit stellt er sich gegen die 1943 veröffentlichte Studie The Unpopular Mr. Lincoln von James G. Randall, laut der Lincoln während seiner Präsidentschaft eher unpopulär gewesen sei. Trefousse wurde dafür kritisiert, mehrere wichtige Primärquellen ignoriert zu haben und für Lincoln voreingenommen zu sein.
Vor seinem Tod plante er einen Werk über Lincolns Außenpolitik.

## Veröffentlichungen (Auswahl)
- German and American Neutrality, 1939–1941 Bookman Associates, New York 1951
- Ben Butler: The South Called Him Beast! Twayne Publishers, New York 1957
- Benjamin Franklin Wade: Radical Republican from Ohio Twayne Publishers, New York 1963
- The Radical Republicans: Lincoln’s Vanguard for Racial Justice Alfred A. Knopf, New York 1969
- Impeachment of a President: Andrew Johnson, the Blacks, and Reconstruction. The University of Tennessee Press, Knoxville 1975
- Pearl Harbor: The Continuing Controversy Robert E. Krieger Publishing Co., Malabar 1982
- Carl Schurz: A Biography. The University of Tennessee Press, Knoxville 1982, ISBN 0-87049-326-4
- Andrew Johnson: A Biography W. W. Norton & Company, New York 1989, ISBN 0-393-02673-6.
- Historical Dictionary of Reconstruction Greenwood Press, Westport 1991
- Thaddeus Stevens: Nineteenth-Century Egalitarian. University of North Carolina Press, Chapel Hill 1997, ISBN 0-8078-2335-X.
- Rutherford B. Hayes. (= The American Presidents Series. Hrsg. von Arthur M. Schlesinger, Sean Wilentz. The 19th President). Times Books, New York 2002, ISBN 0-8050-6908-9.
- „First Among Equals“: Abraham Lincoln’s Reputation during His Administration Fordham University Press, New York 2005